# A tizennégy karátos autó
A tizennégy karátos autó Rejtő Jenő humoros regénye, melyet 1940-ben adtak ki. A könyv alapján 2006-ban Magos György készített hangoskönyvet Rudolf Péter előadásában, amelyet a Kossuth Kiadó adott ki. Emellett Korcsmáros Pál – akárcsak Rejtő több más, híres regényét – képregényben is feldolgozta. 2019-ben megjelent a POKET Zsebkönyvek kiadványaként is.

## Tartalom
|  | Alább a cselekmény részletei következnek! |

Az orosz származású Gorcsev Iván Bordeaux-ba menet a makaó nevű játékon elnyeri a fizikai Nobel-díjat Noah Bertinus professzortól és gazdag lesz. Később titkárának felveszi Vanek urat és beleszeret a gazdag Gustave Laboux lányába, Anette-be. Ám az apa azt mondja viccből, hogy csak akkor engedi hozzá a lányához, ha a férfi beáll a francia idegenlégióba. Gorcsev erre elmegy a légióba. Később Vanek úr helyettesíti a légióban, mivel Iván belekeveredik a lány apjának gondjaiba, aminek főszereplője az apa tizennégy karátos aranyból levő Alfa Romeója, amit Gorcsev megpróbált Laboux-nak visszaszerezni Portenifftől és Lingeström bárótól.
|  | Itt a vége a cselekmény részletezésének! |

## A színdarab
A könyv színpadi változatát Regős János készítette el, először a Picaro Művészeti Produkciós Műhely adta elő 2008. december 19-én. A produkció jelmezeit Tana-Kovács Ágnes készítette, a dalokat Regős János írta, a zenét pedig Simon Attila kísérte zongorán. A színdarabban Deák Tamás játszotta Gorcsev Ivánt, Szabó Attila Vanek urat, Fekete Réka Thália pedig Anette Laboux-t.

## Kapcsolódó könyvek
A könyv folytatása a Vanek úr Párizsban, amelyben Gorcsev elhagyja feleségét, és ismét beáll a légióba, miközben Vanek úr Párizsban segít neki.